# Sphecini
Tribu
Les Sphecini forment une tribu d'insectes hyménoptères de la famille des sphécidés. Elle comprend les genres suivants :
- Chilosphex Menke, 1976
- Isodontia Patton, 1880
- Palmodes Kohl, 1890
- Prionyx Vander Linden, 1827
- Sphex Linnaeus, 1758